# آيكوينا

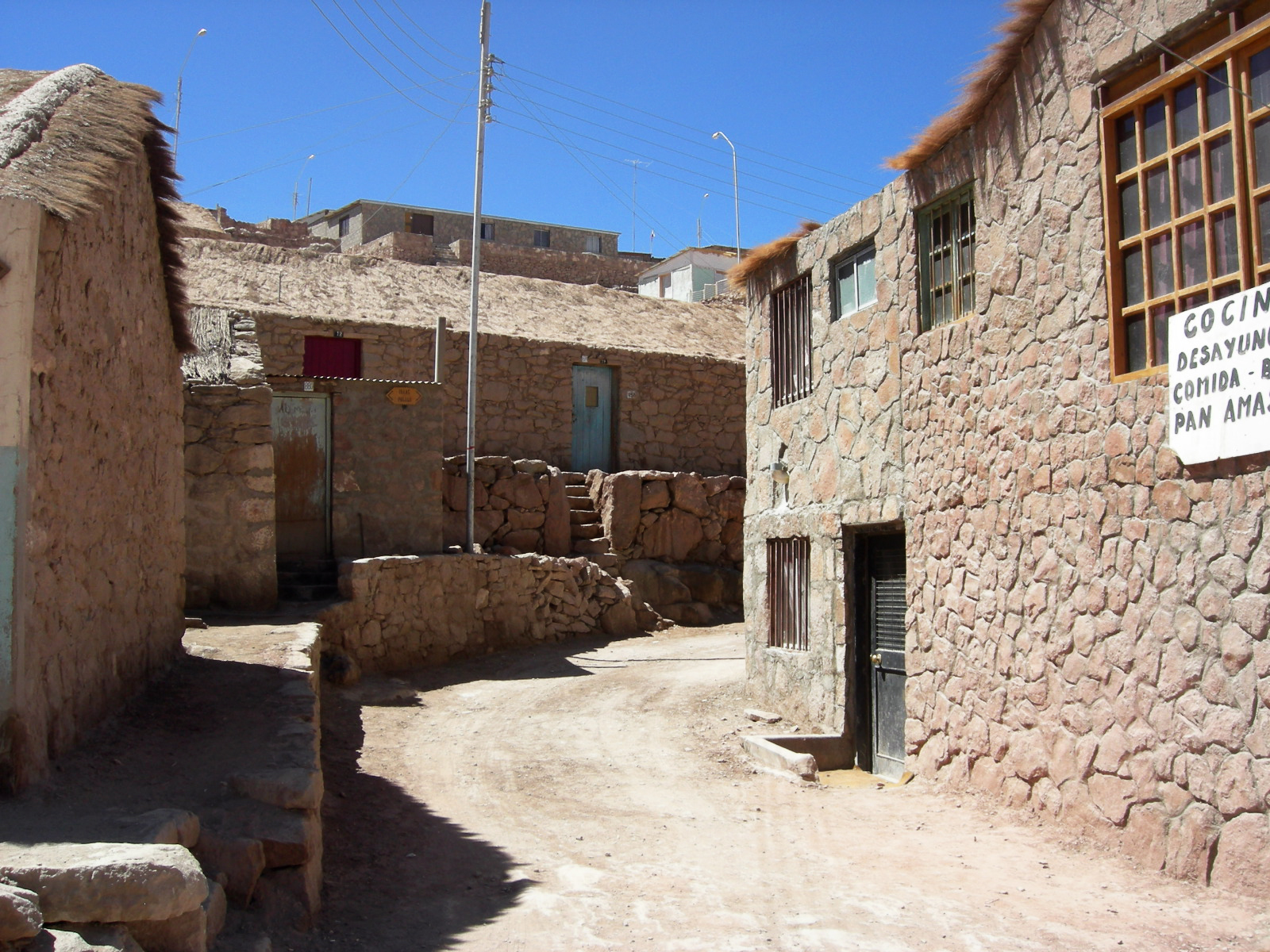
شارع في قرية آيكوينا

آيكوينا (بالإسبانية: Ayquina)‏، هي قرية تقع في الجهة الشمالية من وادي نهر سالادو في بلدية كالاما من محافظة إيل لوا في إقليم أنتوفاغاستا، تشيلي. وتقع على أرتفاع 2,980 متر (9,777 قدم) فوق مستوى سطح البحر.
مهرجان سيدتنا غوادالوبي من آيكوينا هو أهم مهرجان ديني في المنطقة.
سيرو بانيري، الستراتوفولكانو, يلعب دوراً هاماً في الثقافة المحلية والمعتقدات.
في 1 سبتمبر، 1998، تمت أضافة المدينة، جنباً إلى جنب مع توكونسي، إلى القائمة الأولية لليونسكو للتراث العالمي على صعيد الأهمية الثقافية في العالم.
تُغلب على القرية نكهة ما قبل كولومبوس، والتي تعطى من قبل أسقف من القش وجدران من أنقاض الحجر الجيري.
توجد بالقرب من القرية مدرجات زراعية، والتي تقع على طول وادي نهر سالادو وتغطي مساحة ما يقرب من 0.1 كيلومتر مربع (0.039 ميل2).

## وصلات خارجية
إحداثيات: 22°16′45″S 68°19′19″W / 22.27917°S 68.32194°W